# Uciechowice
Uciechowice (cz. Utěchovice, niem. Auchwitz) – wieś w Polsce położona w województwie opolskim, w powiecie głubczyckim, w gminie Branice, przy granicy z Czechami.
Leży na terenie Nadleśnictwa Prudnik (obręb Prudnik).

## Nazwa
Uciechowice w roku 1285 zanotowano w łacińskim dokumencie jako Uchechowitz, a w 1377 r. w słowiańskiej formie  Uczichowicz. W alfabetycznym spisie miejscowości na terenie Śląska wydanym w 1830 roku we Wrocławiu przez Johanna Knie wieś występuje pod obecną, polską nazwą Uciechowice oraz nazwą zgermanizowaną Auchwitz.
Spis geograficzno-topograficzny miejscowości leżących w Prusach z 1835 roku, którego autorem jest J.E. Muller notuje obecnie używaną, polską nazwę miejscowości Uciechowice oraz niemiecką Auchwitz.

## Historia
Historycznie miejscowość leży na tzw. polskich Morawach, czyli na obszarze dawnej diecezji ołomunieckiej. Po raz pierwszy wzmiankowane zostały w 1285 roku jako Uchechowitz, kiedy należało do czeskiego księstwa opawskiego w 1269 wydzielonego z Margrabstwa Moraw, jednak od końca XV wieku było już uważane za część Górnego Śląska.
Najprawdopodobniej były dobrem kameralnym księcia opawskiego, a w roku 1365 księcia karniowskiego. Liechtensteinowie rozpoczęli tam panowanie w 1622 roku. Grunty sprzedane zostały w roku 1640 przez księcia Karola Euzebiusza Liechtensteina tamtejszym mieszkańcom. Pańszczyzna na rzecz księcia jednak pozostała. Po wojnach śląskich znalazła się w granicach Prus i powiatu głubczyckiego.
W ręce barona de Brix Uciechowice przeszły w roku 1770, dwadzieścia lat później (1790 r.) wdowa po baronie sprzedała je hrabiemu Siedlnickiemu. Następnym właścicielem (w roku 1839) był hrabia Oppersdorf, którego żoną została córka hrabiego Siedlnickiego i w wianie wniosła majątek. Grunty gminy obejmowały 265 ha. W 1783 r. było tam 9 chłopów, 6 małorolnych i 27 chałupnych, a ogólna liczba mieszkańców wynosiła 122 osoby. W roku 1855 było ich już 313, a po włączeniu do Uciechowic „Dworu Stosz” z Gródczan (1865 r.) znowu ich przybyło i dodatkowo powstało 8 gospodarstw małorolnych.
Wieś należała do parafii Pilszcz. Nie było w niej kościoła, a jedynie od 1777 roku, usytuowana w środku, kaplica z dzwonnicą, w której nabożeństwa księża odprawiali tylko kilka razy w roku.
W Uciechowicach początkowo także nie było szkoły. Uczniowie uczęszczali do Turkowa. Wybudowano ją dopiero w roku 1860, a w następnych latach rozbudowywano i wydzierżawiono 0,25 ha gruntu na boisko szkolne oraz 1,23 ha „do dyspozycji nauczyciela”. Wspomagano też ubogie dzieci, środki na ten cel pochodziły z oprocentowanej fundacji 150 marek proboszcza i radcy Ullricha z Pilszcza.
Była zamieszkała przez tzw. Morawców. W 1910 88% mieszkańców posługiwało się czeskimi gwarami laskimi. Do głosowania podczas plebiscytu na Górnym Śląsku uprawnione były w Uciechowicach 203 osoby, z czego 161, ok. 79,3%, stanowili mieszkańcy (w tym 157, ok. 77,3% całości, mieszkańcy urodzeni w miejscowości). Oddano 199 głosów (ok. 98,0% uprawnionych), w tym 198 (ok. 99,5%) ważnych i za Niemcami, a za Polską 0 osób.
W granicach Polski od końca II wojny światowej. Po drugiej wojnie światowej Morawców uznano za ludność polską i pozwolono im pozostać. Po 1956 nastąpiła fala emigracji do Niemiec. W latach 1975–1998 miejscowość należała do ówczesnego województwa opolskiego.